# Jan De Mey
Jan Emmanuel Marie Joseph Ghislain De Mey (Brugge, 24 december 1939) is een Belgisch notaris en historicus.

## Levensloop
Jan De Mey werd geboren als enige zoon van Urbain De Mey (Oostkamp, 1904 – Brugge, 1965) en Alice Vandermoere (Oedelem, 1911 – Brugge, 1957). Hij trouwde in 1966 met Anne-Marie Cordy (Brugge, 3 oktober 1942 - 18 januari 2018).
Na lagere studies aan het Lyceum Hemelsdale en het Sint-Franciscus-Xaveriusinstituut, volbracht hij zijn Latijns-Griekse humaniora aan het Sint-Lodewijkscollege in Brugge. Hij behaalde het doctoraat in de rechten en het licentiaat in het notariaat in 1963 aan de Katholieke Universiteit Leuven. Tijdens zijn studententijd was hij lid van de studentenclub Moeder Brugse (in 1962-63 secretaris). In 1963 was hij secretaris van het XVe Interuniversitair Rechtscongres van het Vlaams Rechtsgenootschap, gehouden in Leuven.

## Notaris
Jan De Mey was gedurende een tiental jaren de medewerker van de notarissen Charles De Weert in Brugge (1963-1964), Alphonse Storme en Jacques Bossuyt in Klemskerke (1965-1966) en Antoine Van Hoestenberghe in Jabbeke (1966-1972).
Hij werd op 24 mei 1972 tot notaris benoemd in Brugge, in opvolging van notaris Michel Joye (1929-2000), en oefende het ambt uit tot 17 december 2002. Hij werd opgevolgd door Wouter Bossuyt.
Naast de eigen professionele activiteiten binnen zijn notarisstudie, was hij bij talrijke activiteiten van het notarisberoep betrokken:
- Lid van de kamer van notarissen van het arrondissement Brugge vanaf 1980 en voorzitter van 1995 tot 1997.
- Voorzitter van de Studiekring van de notarissen van de arrondissementen Brugge en Veurne van 1988 tot 1995.
- In de Nederlandse Kamer van het Comité voor Studie en Wetgeving van de Koninklijke Federatie van Belgische notarissen, was hij achtereenvolgens adjunct-secretaris (1968), secretaris (1981) en ondervoorzitter (van 1998 tot 2008).
- In de Nederlandstalige Regionale Commissie was hij lid (1975) en ondervoorzitter (1981-1982).
- Van het tijdschrift Notarius van de Kon. Federatie van het Belgisch notariaat was hij redactielid (1975-1980) en corresponderend redactielid (1993-2000).
- Medeoprichter van de vzw 'Algemene modellenverzameling voor de rechtspraktijk' (1969).

## Stadsarchief
In 1993 was Jan De Mey medeoprichter van de vzw Levend Archief, vriendenvereniging van het Brugse stadsarchief. Hij werd er onmiddellijk de voorzitter van. Onder zijn leiding vonden talrijke activiteiten plaats:
- Jaarlijkse cyclus van voordrachten.
- Jaarlijks bezoek aan een belangrijk archief in binnen- of buitenland.
- Driemaandelijks tijdschrift.
- Steun aan de vrijwilligersgroep ‘Huizengeschiedenis in Brugge’, met talrijke publicaties.

Op 8 mei 2014 werd hij gevierd naar aanleiding van zijn ontslag als voorzitter. De titel van erevoorzitter werd hem toegekend.

## Publicaties

### Notariaat
- (samen met Xavier Carly) De hervorming van de rechtsstudies in België, Leuven, 1962
- (samen met Luc Dehouck) Algemene Alfabetische Inhoudstafel op de 'Répertoire Notarial', 1991.
- Twee eeuwen notarissen op mijn standplaats te Brugge (1803-2003), Beernem, 2011.
- Andere publicaties in Tijdschrift voor notarissen, Gnomon, Notarius.

### Geschiedenis
- (als editor) De Brugse agglomeratie: voorstellen en suggesties voor een betere samenwerking, Brugge, 1964.
- (samen met Marc Van Hoonacker) Moeder Brugse, 1885-1985, Brugge, 1985
- Notarissen op het Beursplein te Brugge, in: Biekorf, 1992, blz. 76-82.
- Notariële rechtswerken in 1787, in: Biekorf, 1992.
- Geschiedenis van het notariaat, in: Notarius, 1992.
- De notaris op het einde van het Ancien regime, in: Tijdschrift voor notarissen, 1993, blz. 272-288.
- Notaris Romboud De Doppere en schilder Hans Memling, in: Notarius, 1994.
- Eduard de Dene, klerk van de vierschaar te Brugge en rederijker, in: Notarius, 1994.
- De profetie van abt Lubert Hautscilt, in: Biekorf, 2001.
- Rombout De Doppere, in: Nationaal Biografisch Woordenboek, Deel 16, Brussel, 2002.
- Paus Bonifatius VIII (1204-1303) en Brugge, in: Biekorf, 2007.
- Pieter Madere, een vermogend meester-timmerman (1694-1780), in: Brugs Ommeland, 2008, blz. 79-85
- Louis Leep, notaris te Oostende (1821-1825), in: Biekorf, 2008, blz. 336-355.
- Armand Glorie, een Brugs notaris tijdens het interbellum, in: Brugs Ommeland, 2009, blz. 95-102
- Anthone Verhulst en de aardappelteelt in het Brugse, in: Biekorf, 2009, blz. 135-149 en in Brugge die Scone, 2010.
- Een nieuwjaarsbrief uit de oude doos, in: Biekorf, 2009, blz. 470-473.
- De Vergelieput in de Briksuspolder (Sint-Anna-ter-Muiden), in: Ronde de Poldertorens, 2010.
- Twee eeuwen notarissen op mijn standplaats te Brugge, Brugge, 2011.
- Een Brugs echtpaar in Amsterdam op het einde van de 16de eeuw, in: Biekorf, 2013.
- Mengelmaren. Geen lief kind maken, in: Biekorf, 2013.
- (samen met Alex Calmeyn) François Van Hecke, sterrenchef op de Grote Markt, Brugge, Bulckens, 2021.
- De 'Nieuwen Nederlandschen notaris dictionnaris' van notaris Jan-Baptist Meersseman te Ieper  (1830), in: Biekorf, 2022.
- Andere artikels en berichten in Biekorf, Brugs Ommeland, Archiefleven (twintig editorialen), Nationaal Biografisch Woordenboek, Handelingen van het Genootschap voor Geschiedenis te Brugge, Rond de Poldertorens, Brugge die Scone, De Plate, Kontaktblad Gidsenbond Brugge en West-Vlaanderen, Westvlaamse Gidsenkring, Westhoek, Brugse Gidsenkroniek, Tijdingen uit Leuven, Haec Olim.